# Барри, Альфа
Альфа Мамаду Барри (фр. Alpha Barry; 1 января 1970, Кот-д’Ивуар) — государственный деятель Буркина-Фасо, журналист. Министр иностранных дел Буркина-Фасо (2016—2021).
Окончил Университет Уагадугу. Журналист. Работал корреспондентом Международного французского радио в Уагадугу, был сотрудником франкоязычного панафриканского еженедельного новостного журнала Jeune Afrique.
С 12 января 2016 по 8 декабря 2021 года занимал пост министра иностранных дел Буркина-Фасо в правительствах П. Тьеба и К. Дабире. На посту министра иностранных дел его сменила Розин Сори-Кулибали. 
В апреле 2016 г., в соответствии с законом при публикации декларации о его имуществе выяснилось, что состояние Альфа Барри превышает один миллиард 500 миллионов франков КФА, что вызвало вопросы о происхождении такого состояния у простого журналиста.